# シュヴァルツェンボルン (クニュル)
シュヴァルツェンボルン (ドイツ語: Schwarzenborn) は、ドイツ連邦共和国ヘッセン州シュヴァルム＝エーダー郡に属す市で、人口の点からヘッセン州最小の市である。

## 地理
シュヴァルツェンボルンは、ホムベルク (エフツェ)から約 13.5 km、シュヴァルム＝エーダー郡のクニュル山地に位置している。グレーベンハーゲン地区をエフツェ川が流れている。

### 隣接する市町村
シュヴァルツェンボルンは、北西はフリーレンドルフ、北はホムベルク (エフツェ)、北東はクニュルヴァルト（以上、いずれもシュヴァルム＝エーダー郡）、東はノイエンシュタイン（ヘルスフェルト＝ローテンブルク郡）、南はオーバーアウラ、西はノイキルヒェン（ともにシュヴァルム＝エーダー郡）と境を接している。

### 自治体の構成
この街は、グレーベンハーゲンとシュヴァルツェンボルンの2つの市区からなっている。

## 行政

### 市議会
シュヴァルツェンボルンの市議会は、15議席からなる。

### 姉妹都市
- ザン＝ジェルヴェ＝シュル＝ルビオン（フランス、ドローム県）2005年5月7日から

## 経済と社会資本
この街は、ドイツ連邦軍の駐屯地として知られており、軍は約 300 人の民間人を雇用する最大の雇用主である。2006年7月1日から、新たに編成された第1猟兵連隊（主に旧第152装甲擲弾兵大隊「シュヴァルツェンボルン」と第353猟兵教育大隊「ハンメルブルク」からなっている）が駐屯している。シュヴァルツェンボルンは、周辺町村と同様に連邦軍と密接な結びつきを感じており、祝祭行事や相互協力を繰り返し行うことで協力関係を保っている。

### 交通
連邦アウトバーン A7号線（カッセル - ヴュルツブルク）には約 15 km のヘルスフェルト西インターチェンジから接続する。この街はシュヴァルムシュタット＝トライザ駅やバート・ヘルスフェルト駅を介して鉄道網に接続する。

## 引用
1. ↑  Hessisches Statistisches Landesamt: Bevölkerung in Hessen am 31.12.2023 (Landkreise, kreisfreie Städte und Gemeinden, Einwohnerzahlen auf Grundlage des Zensus 2011)]